# کلاته حمام
کلاته حمام یک روستا در ایران است که در دهستان علی‌جمال واقع شده‌است.